# Chuck Norris
Carlos Ray (Chuck) Norris (Ryan (Oklahoma), 10 maart 1940) is een Amerikaans vechtkunstenaar en acteur. Bij televisiekijkers is hij vooral bekend vanwege zijn rol in de serie Walker, Texas Ranger, die liep van 1993 tot 2001. Hij speelde de rol van ranger Cordell Walker overigens ook in de speelfilm Walker, Texas Ranger: Trial by Fire en in vier afleveringen van de televisieserie Sons of Thunder. Verder is Norris ook bekend van zijn rollen in drie Missing in Action-films, twee The Delta Force-films en films als Lone Wolf McQuade en Code of Silence. Op internet heeft Norris een cultstatus gekregen door de verschillende Chuck Norris-grappen die inspelen op zijn heldenrollen.

## Biografie

### Jeugd
Norris werd geboren als Carlos Ray in Ryan, Oklahoma, als zoon van Eric Norris Ray (gedeeltelijk Cherokee) en Wilma Scarberry (een Ierse vrouw). Hij had twee jongere broers: Wieland en Aaron. Wieland is overleden tijdens gevechten in de Vietnamoorlog. Norris' vader had een serieus drankprobleem. Toen Norris zestien jaar oud was, verliet zijn vader hen en scheidde van zijn moeder. Hierna verhuisde Norris met zijn moeder en broers naar Prairie Village, Kansas, en later naar Torrance, Californië.
Norris groeide op in een relatief arme familie. Hij beschrijft zijn jeugd als slecht. Hij was niet atletisch, was verlegen en was een middelmatige leerling op school. Andere kinderen pestten hem vanwege zijn gemixte etnische achtergrond.

### Vechtsport

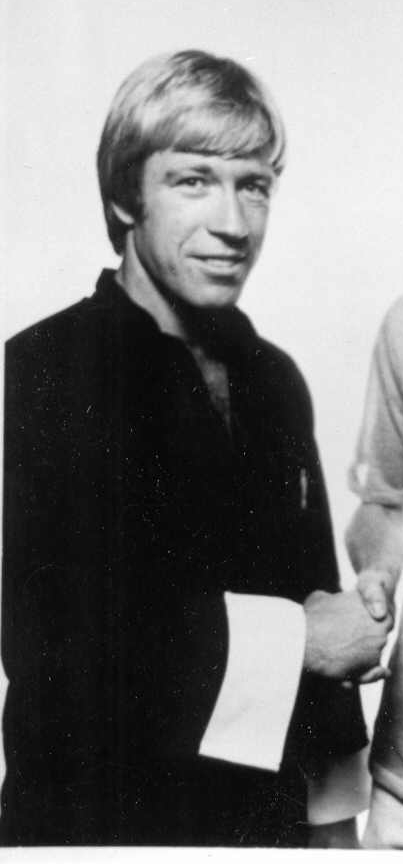
Chuck Norris in 1976

Na zijn school trad hij toe tot de Amerikaanse luchtmacht. In 1958 werd hij gestationeerd in Zuid-Korea als politieagent bij de luchthaven van Osan. Hier kreeg hij de bijnaam 'Chuck', die hij later als acteursnaam zou gaan gebruiken. Hier begon Norris ook te trainen in de vechtsport Judo onder meester Ahn. Kort daarna begon hij te trainen in de vechtkunst Tang Soo Do, een Koreaanse vorm van het Karate, onder begeleiding van meester Jae Chul Shin.
Na zijn militaire dienst ging hij in 1962 werken bij Northrop Corporation. In zijn vrije tijd begon hij lessen in Tang Soo Do te geven in zijn achtertuin. Twee jaar later werd hij fulltime leraar Tang Soo Do en runde hij inmiddels meerdere karatescholen, waaronder een school in zijn toenmalige woonplaats Torrance op de Hawthorne Boulevard. Een bekende leerling van hem is Pat E. Johnson, die hij aanstelde als hoofdinstructeur bij zijn karatescholen. Zijn scholen werden vaak bezocht door beroemdheden zoals Steve McQueen, Chad McQueen, Bob Barker, Priscilla Presley, Donny Osmond en Marie Osmond.
Norris trainde vaak samen met Robert Wall, die zijn student en vriend was. Vanaf 1968 runde Norris samen met Robert Wall een karateschool in Sherman Oaks. Deze school heette de Sherman Oaks karate studio. In de jaren zeventig werd deze hernoemd naar de Chuck Norris karate studio, om zo in te haken op de naamsbekendheid van Norris, die in die tijd enorm gegroeid was. Norris heeft daarnaast getraind met Jeet Kune Do grondlegger Bruce Lee, Shotokan karatemeesters Tsutomu Ohshima en Hidetaka Nishiyama, Shito-ryu karatemeester Fumio Demura, Amerikaans Kenpo grondlegger Ed Parker en judo-expert Gene LeBell. Later begon Norris in Rio te trainen met de Gracie familie in het Gracie Jiu-jitsu onder Hélio Gracie en zijn zoons Royce Gracie en Rickson Gracie. Norris hielp de Gracie familie om naar Amerika te komen. Hij trainde later in Braziliaans jiujitsu met de Machado familie, waarvan Carlos Machado hem promoveerde tot de zwarte band.
Norris nam vaak deel aan karatetoernooien en werd zesmaal wereldkampioen karate in de klasse middengewicht. Zijn tegenstanders waren onder meer Joe Lewis, Skipper Mullins, Arnold Urquidez, Ronald L. Marchini, Victor Moore, Louis Delgado en Steve Sanders. Ongeslagen, besloot hij in 1974 te stoppen met het deelnemen aan karatewedstrijden.
In 1973 richtte Norris samen met zijn leerling Pat E. Johnson het National Tang Soo Do Congress (NTC) op. Dit is een organisatie, die zich bezig met het onderwijzen en promoten van Tang Soo Do in Amerika. In 1979 gaf Norris deze organisatie op en richtte hij de United Fighting Arts Federation (UFAF) op. Met zijn leerling Pat E. Johnson ontstonden later ideologische meningsverschillen, waarna Pat E. Johnson zijn organisatie verliet.
Norris heeft een eigen vechtkunst ontwikkeld, genaamd Chun Kuk Do, die hij officieel vestigde in 1990. Chun Kuk Do is een hybride vechtkunst, die ontwikkeld werd vanuit het Tang Soo Do en verscheidene andere vechtstijlen. Invloeden zijn er van stijlen zoals Shotokan, Goju-ryu, Shito-ryu, American Kenpo, Kyokushinkai, Enshin kaikan, Judo, Braziliaans jiujitsu, Eskrima, Taekwondo en Hapkido. Voor 1990 noemde Chuck Norris zijn vechtstijl het Chuck Norris System. Daarna gebruikte hij de naam Chun Kuk Do. In 2015 kondigde Chuck Norris aan, dat hij de oude naam weer ging gebruiken om zijn vechtstijl aan te duiden.
Ter eerbetoon kreeg hij in 1990, als een van de weinige westerlingen, een 8e dan in de vechtsport Taekwondo uitgereikt van zowel Kukkiwon als de International Taekwon-Do Federation (I.T.F.). Chuck Norris bezit momenteel bij zowel het Tang Soo Do als het Chun Kuk Do de 10e dan.

### Acteur

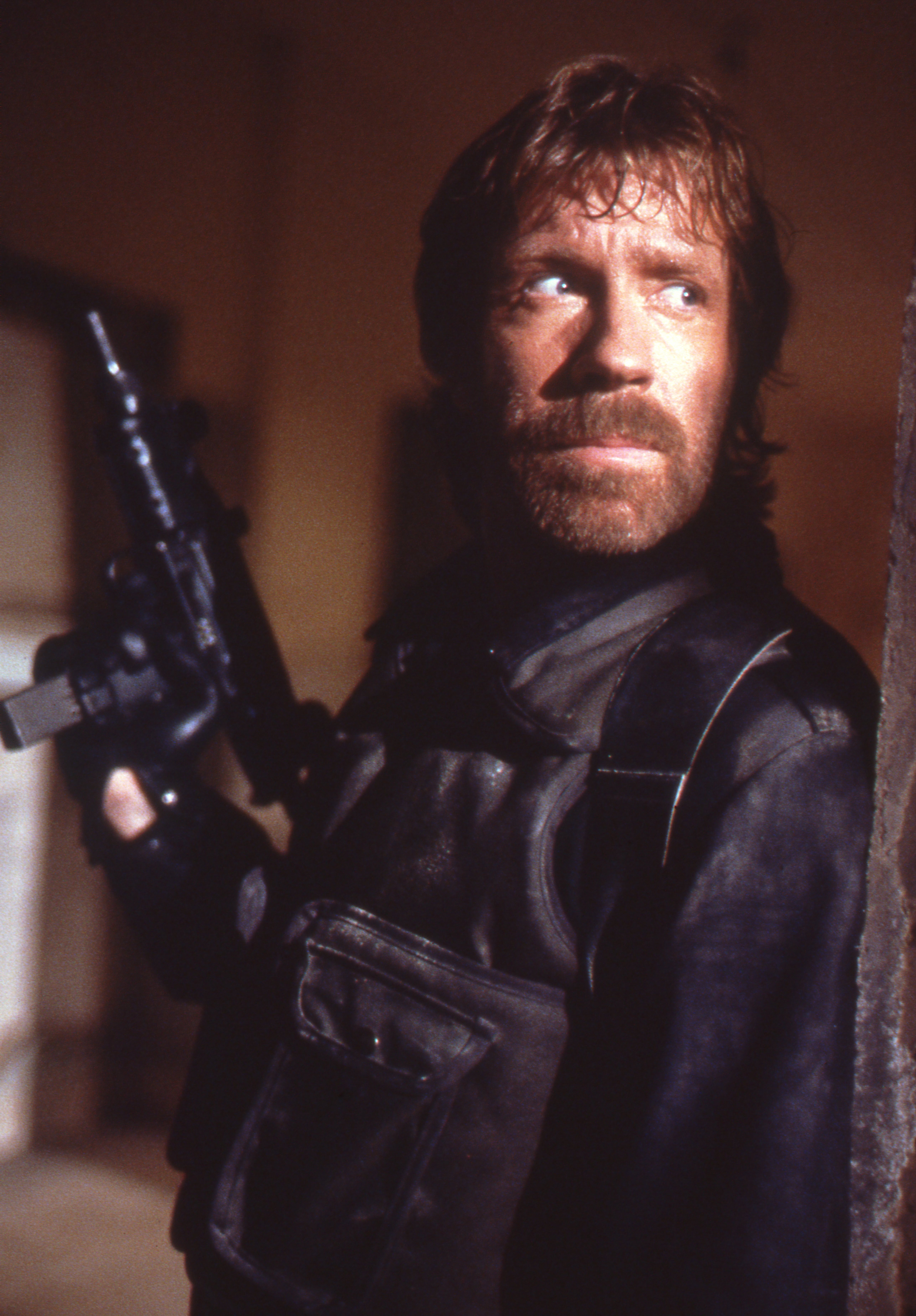
Chuck Norris in de film The Delta Force (1986)

In 1968 maakte Norris kennis met Bruce Lee bij de karate-kampioenschappen in het Madison Square Garden in New York, waar Norris destijds aan deelnam. Ze hadden elkaar al eerder gezien tijdens het Long Beach Nationals vechtsportgala in Long Beach in de staat Californië, maar waren toen niet in de gelegenheid geweest om nader kennis te maken. Hun ontmoeting resulteerde in een jarenlange vriendschap. Ze trainden daarna regelmatig samen, waarbij ze vechttechnieken met elkaar uitwisselden en veel met elkaar sparden. Lee vroeg hem om mee te spelen in de film The Wrecking Crew, waar Lee als karateadviseur bij betrokken was. In deze film had Norris slechts een kleine rol zonder tekst. Een aantal jaren later vroeg Lee hem om mee te spelen in de film The Way of the Dragon als zijn tegenspeler. In deze film levert hij een gevecht met Bruce Lee in het Colosseum, wat later een beroemde filmscène werd. Pas na zijn optreden bij deze film kreeg Norris ruimere bekendheid bij het grote publiek. Hij kreeg hierna meerdere rollen aangeboden. Acteur Steve McQueen raadde Norris toen aan acteerlessen te volgen om zich op een acteercarrière te kunnen voorbereiden.
In de jaren zeventig en tachtig speelde Norris in meerdere films zoals Breaker! Breaker!, Good Guys Wear Black, A Force of One, The Octagon, An Eye for an Eye, Silent Rage, Forced Vengeance, Lone Wolf McQuade, Code of Silence. Daarna kwamen de Missing in Action filmseries (opgedragen aan zijn broer Wieland, die als soldaat omkwam in de Vietnamoorlog) en de Delta Force series. Zijn broer Aaron Norris was bij vele van deze films betrokken als stuntcoördinator en vechtkunstchoreograaf. Later begon zijn broer zijn films ook te produceren en te regisseren.
Norris heeft ook gespeeld in tv-series. In de jaren tachtig speelde hij in een tekenfilmserie, genaamd Chuck Norris: Karate Kommandos. Deze tekenfilmserie had hij zelf bedacht. In de jaren negentig speelde hij in de tv-serie Walker, Texas Ranger, waarvan het hoofdpersonage lichtelijk gebaseerd is op het personage dat Norris in de film Lone Wolf McQuade speelde. Deze serie duurde acht jaar en daarom trad hier enige mate van typecasting op; Norris werd alom bekend als 'de Texas Ranger'. Vanwege de populariteit van deze serie werden op 2 december 2010 hij en zijn broer, Aaron Norris, benoemd tot ere-Texas Rangers door gouverneur Rick Perry in Dallas.
Ook in de jaren negentig speelde Norris in films zoals The Hitman, Sidekicks, Hellbound, Top Dog en Forest Warrior. Daarna speelde hij in steeds minder films. In 2012 speelde hij mee in de film The Expendables 2 van Sylvester Stallone, waarin naast Stallone ook Arnold Schwarzenegger, Bruce Willis, Dolf Lundgren, Jet Li, Jason Statham en Jean-Claude Van Damme te zien zijn.

### Overige activiteiten
Behalve dat hij een geduchte vechtersbaas is, wordt Norris ook voor reclamecampagnes gevraagd, zoals voor onder meer Total Gym, een fitnesstoestel.
Hij heeft meegewerkt aan een campagne waarbij op scholen voorlichting wordt gegeven tegen drugsgebruik. In 1990 richtte hij hiervoor de Kick Drugs Out of America Foundation op, die later hernoemd werd tot Kickstart Kids. Kickstart Kids is een programma voor middelbare scholen, dat probeert kinderen met verhoogd risico weg te houden van drugs en bendes door het geven van begeleiding, aanbieden van positieve rolmodellen en het geven van lichaamsbeoefening en mentale discipline door vechtkunsttraining. Kickstart Kids is over meer dan 30 scholen actief geworden.
Norris is een overtuigd christen en verwerpt de evolutietheorie. In plaats daarvan geeft hij de voorkeur aan de intelligent design theorie. Hij heeft een aantal boeken geschreven met als thema het christendom, zoals Justice Riders. Daarnaast is hij betrokken geweest bij tv-reclames, die Bijbelstudie en bidden promoten op openbare scholen.
Norris is een actieve supporter van de Republikeinse Partij in de Verenigde Staten. Bij verschillende verkiezingen heeft hij actief campagne gevoerd voor de presidentskandidatuur van Mike Huckabee, George H.W. Bush senior en George W. Bush junior.

## Persoonlijk leven
Norris trouwde met Dianne Holechek in 1958. In 1963 werd hun eerste kind Mike geboren. Als gevolg van een buitenechtelijke affaire werd dochter Dina geboren in 1964, die Norris voor het eerst ontmoette toen ze 26 jaar oud was. In 1965 kreeg Norris met zijn vrouw een tweede zoon genaamd Eric. De jongste zoon is een coureur en stuntman. Na 30 jaar huwelijk scheidden Norris en zijn vrouw.
In november 1998 hertrouwde Norris met voormalig model Gena O'Kelley, die 23 jaar jonger is dan hij. O'Kelley had zelf twee kinderen uit een vorig huwelijk. In 2001 schonk ze Norris een tweeling genaamd Dakota Alan Norris (een zoon) en Danilee Kelly Norris (een dochter).

## Filmografie (selectie)
- The Wrecking Crew (1969) - Man in het huis van 7 Joys (Niet op aftiteling)
- The Way of the Dragon (alternatieve titel:  Return of the Dragon, 1973) - Colt
- The Student Teachers (1973) - Karate-leraar
- Slaughter in San Francisco (1974) - Chuck Slaughter/Chuck Norris
- Breaker! Breaker! (1977) - John David 'J.D.' Dawes
- Good Guys Wear Black (1978) - John T. Booker
- A Force of One (1978) - Matt Logan
- The Octagon (1980) - Scott James
- An Eye for an Eye (1981) - Sean Kane
- Silent Rage (1982) - Sheriff Dan Stevens
- Forced Vengeance (1982) - Josh Randall
- Lone Wolf McQuade (1983) - J.J. McQuade
- Missing in Action (1984) - Col. James Braddock
- Missing in Action 2: The Beginning (1985) - Colonel James Braddock
- Code of Silence (1985) - Eddie Cusack
- Invasion U.S.A. (1985) - Mat Hunt
- The Delta Force (1986) - Maj. Scott McCoy
- Firewalker (1986) - Max Donigan
- Braddock: Missing in Action III (1988) - Col. James Braddock
- Hero and the Terror (1988) - Danny O'Brien
- Delta Force 2: The Colombian Connection (1990) - Col. Scott McCoy
- The Hitman (1991) - Cliff Garret/Danny Grogan
- Sidekicks (1992) - Chuck Norris
- Wind in the Wire (Televisiefilm, 1993) - Rol onbekend
- Hellbound (1994) - Frank Shatter
- Top Dog (1995) - Jake Wilder
- Forest Warrior (1996) - McKenna
- Logan's War: Bound by Honor (Televisiefilm, 1998) - Jake Fallon
- Sons of Thunder Televisieserie - Ranger Cordell Walker (Afl., Moment of Truth, 1999|Fighting Back, 1999|Lost & Found, 1999|Thunder by Your Side, 1999)
- The President's Man (Televisiefilm, 2000) - Joshua McCord
- Walker, Texas Ranger Televisieserie - Cordell 'Cord' Walker (96 afl., 1993-2001)
- The President's Man: A Line in the Sand (Televisiefilm, 2001) - Joshua McCord
- Bells of Innocence (2003) - Matthew
- DodgeBall: A True Underdog Story (2004) - jurylid
- Walker, Texas Ranger: Trial by Fire (Televisiefilm, 2005) - Capt. Ranger Cordell Walker
- The Cutter (2005) - Detective John Shepherd
- The Expendables 2 (2012) - Booker
- Hawaii Five-0 (Televisieserie 2020) - Commander
- Agent Recon (2024) - Captain Alastair